# 四国計測工業
四国計測工業株式会社（しこくけいそくこうぎょう）は、香川県仲多度郡多度津町に本社を置く電気制御機器メーカー。四国電力グループの一員である。

## 事業概要

### 製造
- 産業機器の設計・製造・施工
  - 自動検卵機
  - ヒートシール検査装置
  - Aging Booster　
  - 青ネギ計量結束システム（計量・結束)　など
- 電力用システムの設計・製造・施工
  - 電力量計試験装置
  - スマートメータ調整試験装置　など

### エンジニアリング
- 発電所・工場などの電気計装設備の設計・工事・保守

### 研究開発
- 技術応用開発

### 環境分析
- 計量証明事業

## 主な製品

### MIRACH-LED（ミラクル）
省エネで大光量を実現したLED照明のシリーズ。主に、高天井照明、投光器、可搬照明、水中景観照明の4種類の製品があり、ホテルのプールやゴルフセンター、スキー場、建設現場などで導入されている。高性能放熱システムやLED高密度実装など独自技術によって製品化された。平成29年度省エネ大賞を受賞している。

### ヒートシール検査装置
レトルトはじめとした包装開口部のヒートシールを検査し、噛み込みや未接着などを検査できる装置。1分間に最大125袋という速度での検査が可能で、約2年分の判定履歴を保存することができ、これはトレーサビリティ用としても利用できる。今まで、レトルトや冷凍、チルド食品などを扱う企業に300台以上の納入実績がある。

### Aging Booster
牛肉や魚、ワイン、チーズなどの熟成に使用できる熟成促進装置。原理としては、マイクロ波によって食材内部を加熱しながら、冷風で食材表面を冷却することで熟成させている。複数の料理店で導入され、ワインセラーを手掛けている「さくら製作所」が開発協力している。

### 再エネ出力制御システム
優先給電ルールに基づき火力発電設備の出力制御や揚水発電設備の運転、連系線を活用した広域的な系統運用等により電力の需給バランスを維持するシステム。再エネ発電事業者や電力会社各社向けに出力制御を行っており、実際に電力会社各社が導入している。第30回芦原科学賞受賞。

## 事業所所在地
- 本社 - 香川県仲多度郡多度津町南鴨200番地1
- 高松オフィス - 香川県高松市サンポート2番1号　高松シンボルタワー28階
- 東京支店 - 東京都港区新橋6丁目9番6号 12東洋海事ビル 6F
- 東四国営業所 - 香川県高松市サンポート2番1号　高松シンボルタワー28階
- 西四国営業所 - 愛媛県西条市ひうち7番3
- 高知出張所 - 高知県高知市本町4丁目1-16　高知電気ビル別館3F
- 多度津工場 - 香川県仲多度郡多度津町南鴨200番地1
- 善通寺工場 - 香川県善通寺市大麻町777
- 伊方事業所 - 愛媛県西宇和郡伊方町九町字コチワキ3番耕地40番3
- 阿南事業所 - 徳島県阿南市橘町小勝1番地　四国電力橘湾発電所内
- 西条事業所 - 愛媛県西条市喜多川853　四国電力西条発電所内
- 坂出事業所 - 香川県坂出市番の州町2　四国電力坂出発電所内
- 計器校正センター - 愛媛県西条市ひうち7番地の3

## 沿革
- 1951年（昭和26年）12月 - 四国計器工業株式会社として設立（株主8名、資本金50万円）。
- 1952年（昭和27年）1月 - 電力量計の修理調整・受検代弁業務開始。
- 1957年（昭和32年）8月 - 株主が四国電力のみとなる。
- 1970年（昭和45年）3月 - 四国電力の火力発電所の計装・定検工事業務開始。
- 1972年（昭和47年）4月 - 本社・工場を多度津町若葉町に建設、移転。
- 1975年（昭和50年）4月 - 資本構成が四国電力80%、四電エンジニアリング20%に変更される。
- 1976年（昭和51年）7月 - 四国計測工業株式会社に社名変更。
- 1977年（昭和52年）3月 - システム製品等の開発・製造業務を開始。
- 1978年（昭和53年）3月 - 四国電力の原子力発電所の計装・定検工事業務開始。
- 1981年（昭和56年）3月 - 計量証明事業（環境関係）開始。
- 1984年（昭和59年）5月 - 西条工場が竣工。半導体事業（請負業務）開始。
- 1993年（平成5年）3月 - 善通寺工場が竣工。
- 1996年（平成8年）4月 - 高松技術研究所が竣工。
- 2001年（平成13年）
  - 3月 - 善通寺工場でISO9001認証取得。
  - 6月 - 原子力部、伊方事業所でISO9001認証取得。
- 2002年（平成14年）
  - 9月 - 多度津工場でISO9001認証取得。
  - 11月 - 西条工場でISO/IEC17025認定取得。
- 2007年（平成19年）
  - 4月 - 株式交換により、四国電力の100%子会社となる。
  - 8月 - 電気計装部でISO9001認証取得。
- 2009年（平成21年）2月 - 本社・工場を現在地に建設・移転（現・本社・多度津工場）。
- 2011年（平成23年）4月 - 本部制を導入。
- 2015年（平成27年）
  - 3月 - 半導体事業終了。
  - 6月 - 低カリウムレタス生産事業開始。
- 2020年（令和2年）3月 - 高松シンボルタワー23階に高松サテライトオフィスを開設[11]。
- 2022年（令和4年）
  - 2月 - 高松シンボルタワー28階に高松オフィスを開設[12]。
  - 9月 - 高松シンボルタワー21階に高松オフィス21F開設[13]。
- 2023年（令和5年）3月 - 低カリウムレタスの販売終了。

## 業績
| 決算年度 | 売上高（億円） | 純利益（億円） |
| -------- | -------------- | -------------- |
| 2017     | 182.68         | 2.64           |
| 2018     | 156.22         | 3.95           |
| 2019     | 176.74         | 4.79           |
| 2020     | 201.34         | 4.76           |
| 2021     | 187.17         | 6.52           |
| 2022     | 196.34         | 10.28          |

## 広報活動

### 計り知れない可能性をあなたと
兄の今野あゆむ（CV：国兼勇哉）と妹の今野ひかり（CV：須能千裕）の兄弟2人のアニメCM。兄が勤めている四国計測工業について気になっている妹にどんな会社か教える物語。制作は、「ソードアートオンライン」で有名な「A-1 Pictures」が担当し、キャラクターデザインは「ヲタクには恋は難しい」を手掛けた安田京弘が担当した。背景美術は、「天気の子」を手掛けた、背景制作会社の「Creative Freaks」が担当している。
また、四国計測工業の創立70周年を記念し、ことでんラッピング電車として、2021年5月10日から2023年春までの約2年間をことでん琴平線を運行開始。（第31回香川広告協会広告賞のテレビ部門優秀賞受賞）

### つかめそうな虹
四国計測工業第2弾のアニメCMで、「計り知れない可能性をあなたと」の続編のCMとなっており、高松シンボルタワーが舞台となっている。四国計測工業のYouTubeチャンネルで公開されている。

### 多度津エジソン
- エージングブースター編
- ネギ計量結束装置編

（第31回香川広告協会広告賞のラジオ部門奨励賞、「2020 60th ACC TOKYO CREATIVITY AWARDS」中国・四国地域の「AREA-FINALIST」受賞）